# Lactarius vinosus
Lactarius vinosus é um fungo que pertence ao gênero de cogumelos Lactarius na ordem Russulales. Encontrado na Europa, foi primeiramente descrito cientificamente por Quélet em 1908 como uma variedade de Lactarius sanguifluus.